# Nervöst sammanbrott
Nervöst sammanbrott eller psykiskt sammanbrott är en vardagsspråklig benämning för en akut psykisk reaktion på extrem stress eller ett trauma, en psykisk kollaps. Ett nervöst sammanbrott kan därför motsvara en rad olika psykiatriska diagnoser. Som regel används ordet för övergående tillstånd, men det kan i vissa fall beteckna störningar som kommer att bli bestående.
Ordet 'nervöst' i uttrycket härleds från nerver eller neuros, och har inte nödvändigtvis med känslan nervositet att göra (den känslan kan dock ingå i en del ångeststörningar som symtom). Det är ett vardagsspråkligt uttryck och har därför en flytande definition, men kan avse situationsutlösta känslor och beteenden som plötslig och oväntad gråt, förlust av självkontroll, ångest, våldsamhet, mani, opassande uppförande och självmordsförsök. Tillstånd som kallas nervöst sammanbrott kan motsvara diagnoserna neuros, depression, akut psykos, panikångest, delirium tremens med mera.